# Моряшов, Павел Иванович
Павел Иванович Моряшов (1 января 1912, Чуварлей, Дальнеконстантиновский район — 25 августа 1972, Москва) — советский хозяйственный работник, начальник Главного управления промышленных предприятий и строительной индустрии Министерства строительства СССР, лауреат Государственной премии 1970 года. Член КПСС с 1945 года.

## Биография
Родился в деревне Чуварлей (ныне — Дальнеконстантиновский район Нижегородской области).
В 1932—1934 годах после окончания Нижегородского строительного техникума работал прорабом на стройке. С 1934 по 1938 год студент Горьковского инженерно-строительного института.
В 1938—1941 годах служил в армии. В 1941—1957 годах — на инженерной и административной работе на заводе «Красное Сормово» и в тресте «Стройгаз». В 1957—1963 годах управляющий трестом «Сормовский № 2».
С января 1963 года начальник Управления промышленности строительных материалов совнархоза Волго-Вятского экономического района РСФСР.
С 1967 года — в Министерстве строительства СССР, с 1969 года — начальник Главного управления промышленных предприятий и строительной индустрии.
Умер 25 августа 1972 года в Москве, похоронен в г. Горький на Бугровском (Красном) кладбище.
Лауреат Государственной премии СССР (1970) — за разработку и внедрение механизированного (поточного) способа производства стеклопрофилита и массовое применение его в строительстве. Заслуженный строитель РСФСР. Награждён орденом Трудового Красного Знамени и медалями.

## Источник
- Ежегодник БСЭ, 1971 год
- Бугровское (Красное) кладбище Нижний Новгород, Советский район, улица Пушкина, 34.